# Valmir Prascidelli
Valmir Prascidelli (Osasco, 9 de abril de 1964) é um político brasileiro. Filiado ao Partido dos Trabalhadores (PT), foi Deputado Federal por São Paulo, Vereador e Vice-prefeito de Osasco.

## Biografia
Bacharel em Direito, Iniciou sua participação política na juventude com intensa militância, como estudante e metalúrgico, nos movimentos popular e sindical, além de ter participado das fundações do PT e da CUT, organização na qual Valmir foi da direção estadual. Foi Secretário de Habitação de Embu das Artes, entre 2001 e 2002 e Presidente da CEAGESP entre 2003 e 2005. Exerceu o cargo de secretário de esportes de Osasco, na gestão de Emídio de Souza à frente da prefeitura. Foi eleito pela primeira vez para exercer um cargo público em 2008, quando concorreu ao cargo de vereador por sua cidade natal, Osasco. Em 2012, concorreu ao cargo de vice-prefeito na chapa de Jorge Lapas, que venceu a eleição em primeiro turno, com 60,03% dos votos válidos, permanecendo no cargo até fevereiro de 2015, quando tomou posse como Deputado Federal por São Paulo, eleito no pleito realizado no ano anterior.
No PT, foi presidente do Diretório municipal de Osasco e Coordenador da Macrorregião Osasco.
Nas eleições de 2016, se candidatou para prefeito de Osasco, mas obteve apenas 9.850 votos (3,54% dos votos válidos), ficando na 5ª colocação.

## Câmara dos Deputados
Em 14 de junho de 2016, votou a favor da cassação do Deputado Eduardo Cunha no comitê de ética da Câmara dos Deputados.

Foi membro da Comissão de Constituição, Justiça e Cidadania - CCJC e da Comissão de Trabalho, Administração e Serviço Público - CTASP. Também foi indicado pelo partido para integrar a CPI da Petrobras. É integrante do Centro de Estudos e Debates Estratégicos da Câmara dos Deputados - CEDES e do Conselho de Ética e Decoro Parlamentar da Câmara.